# Wayman Tisdale
Wayman Lawrence Tisdale (Fort Worth, Texas, 9 de junho de 1964 - Tulsa, Oklahoma, 15 de maio de 2009) foi um jogador de basquete, baixista de jazz e membro do Hall da Fama do Basquete Universitário, do qual foi eleito no ano de sua morte.

## Biografia
Jogou entre 1985 e 1997 sendo a 2ª escolha do Draft da NBA de 1985.
Em 1984 participou da equipe que ganhou ouro nas olimpíadas de Los Angeles.
Seu pai foi pastor durante 21 anos da Igreja da Amizade em Tulsa (até sua morte em 1997).
Conheceu sua esposa Regina em 1981 na igreja.
Seu colégio era o Oklahoma.
Sua melhor temporada foi a 1989-1990 com média 22,3 pontos,e 7,5 rebotes por jogo.
Aposentou em 1997 e foi o primeiro esportista a ter sua camisa (23) aposentada pela Universidade de Oklahoma. Em 2007, Blake Griffin pediu sua bênção para usá-la e conseguiu.
Em 2003 o governador de Oklahoma Brad Henry nomeou-o como membro da comissão de Turismo e Lazer de Oklahoma.

### Carreira Musical
Em 2001 seu CD Cara a Cara conseguiu a liderança no Billboard's jazz contemporâneo gráfico. Em 2002 foi premiado com o prêmio Legacy pelo Hall da fama de jazz de Oklahoma.

### Câncer
Em março de 2007 foi diagnosticado com câncer no joelho (osteossarcoma) depois que em 8 de fevereiro ele caiu na escada de sua casa e quebrou a perna. Em maio anunciou em seu site que se recuperava de uma remoção de cisto. A primeira rodada de quimioterapia foi vencida, o que conduz a uma segunda volta.
Em agosto de 2008 teve parte de sua perna direita amputada devido ao câncer, dizendo que era a melhor opção para ele não retornar.
Pouco tempo depois Scott Sabolich montou uma prótese para ele, segundo o médico a maior em 21 anos de carreira. Ele se adaptou rapidamente, já que a média é de 3 a 6 meses e ele se adaptou em apenas 1.

### Morte
Faleceu no Centro Médico St John deixando 4 filhos. Não foi confirmada se a causa foi realmente o câncer.
Ele havia agendado uma gravação com o guitarrista de jazz Norman Brown para a semana seguinte.
Em 21 de maio 4000 pessoas participaram do serviço memorial no BOK Center na cidade que ele faleceu.
Em junho a Universidade de Tulsa anunciou que sua nova clínica de saúde teria o nome de Tisdale.

## Equipes
- 1985-1989 -  Indiana Pacers
- 1989-1994 -  Sacramento Kings
- 1994-1997 -  Phoenix Suns

## Desempenho
- 12.878 Pontos
- 5.117 Rebotes
- 1.077 Assistências

## Discografia
- Power Forward (1995)
- In The Zone (1996)
- Decisões (1998)
- Cara a Cara (2001)
- Apresenta 21 dias (2003)
- Hang Time (2004)
- Way Up (2006)
- Rebound (2008)